# Maullín
Maullín is een gemeente in de Chileense provincie Llanquihue in de regio Los Lagos. Maullín telde 14.216 inwoners in 2017.